# OpenSeaMap

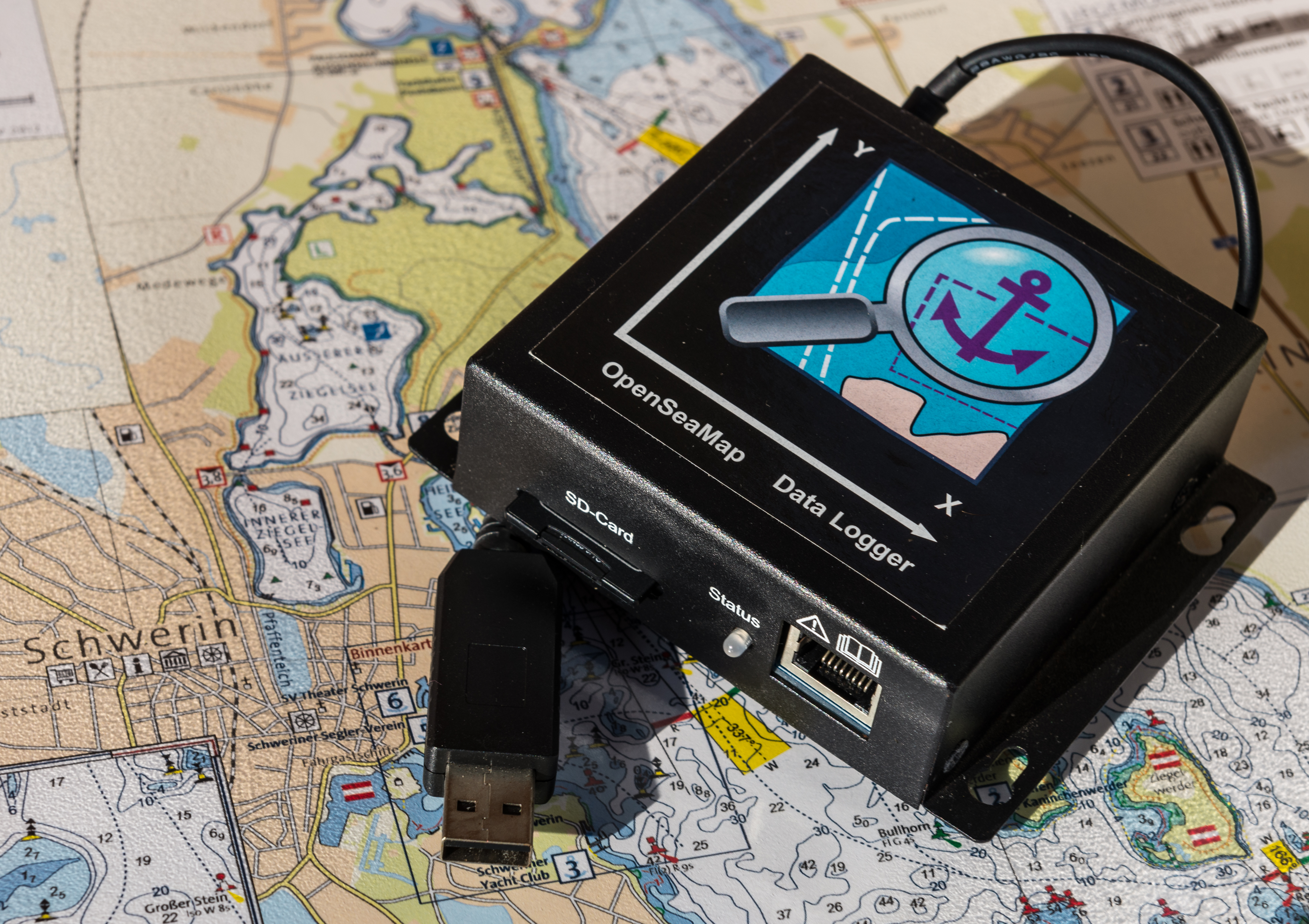
OpenSeaMap Data Logger

OpenSeaMap — безкоштовна  морська навігаційна карта. Розробляється у рамках вільного проєкту, метою якого є збір вільно використовуваної навігаційної інформації і просторових даних. На основі цих даних створюється глобальна таблиця. Карта доступна на вебсайті, а також для скачування, для використання як електронної карти для автономного застосування.
Проєкт є частиною проєкту OpenStreetMap. OpenSeaMap використовує ту ж базу даних і доповнює просторові дані з навігаційною інформацією. Ці дані можуть бути вільно використані у рамках Open Database License. Таким чином можливе їх використання у друкованих матеріалах, вебсайтах і додатках, наприклад навігаційному програмному забезпеченні, не будучи обмеженою ліцензіям або необхідністю платити внески, щоб користуватися. Не потрібне посилання на OpenSeaMap як на джерело даних для їх використання.

## Історія
Ідея проєкту прийшла розробникам OpenStreetMap восени 2008 року на конференції в Linux готелі в Ессені. Судновласники і програмісти вирішили у рамках проєкту OpenStreetMap, потурбуватися про океани і внутрішні води. Цей проєкт був із самого початку задуманий як багатомовний.

## Ресурси Інтернету
- Офіційний сайт [Архівовано 11 квітня 2013 у Wayback Machine.]
- OpenSeaMap — Wiki [Архівовано 13 вересня 2014 у Wayback Machine.]
- Завантаження карт [Архівовано 20 квітня 2013 у Wayback Machine.]
- OpenSeaMap як проєкт OpenSource [Архівовано 16 червня 2013 у Wayback Machine.] на SourceForge
- Додаток OpenSeaMap на ITunes [Архівовано 15 березня 2013 у Wayback Machine.]